# Советская республика матросов и строителей
На́ргенская (На́йссаарская) респу́блика (самоназвания
Советская республика матросов и строителей, Российская советская республика Нарген, Во́льный На́рген; в эстонской советской историографии Сове́тская респу́блика На́йссаара (эст. Naissaare Nõukogude Vabariik)) — «советская республика» в период Гражданской войны в России, самопровозглашённая революционными матросами российского Балтийского флота на острове Нарген (ныне Найссаар) 17 декабря 1917 года. Гарнизон эвакуирован в Кронштадт 26 февраля 1918 года.

## История

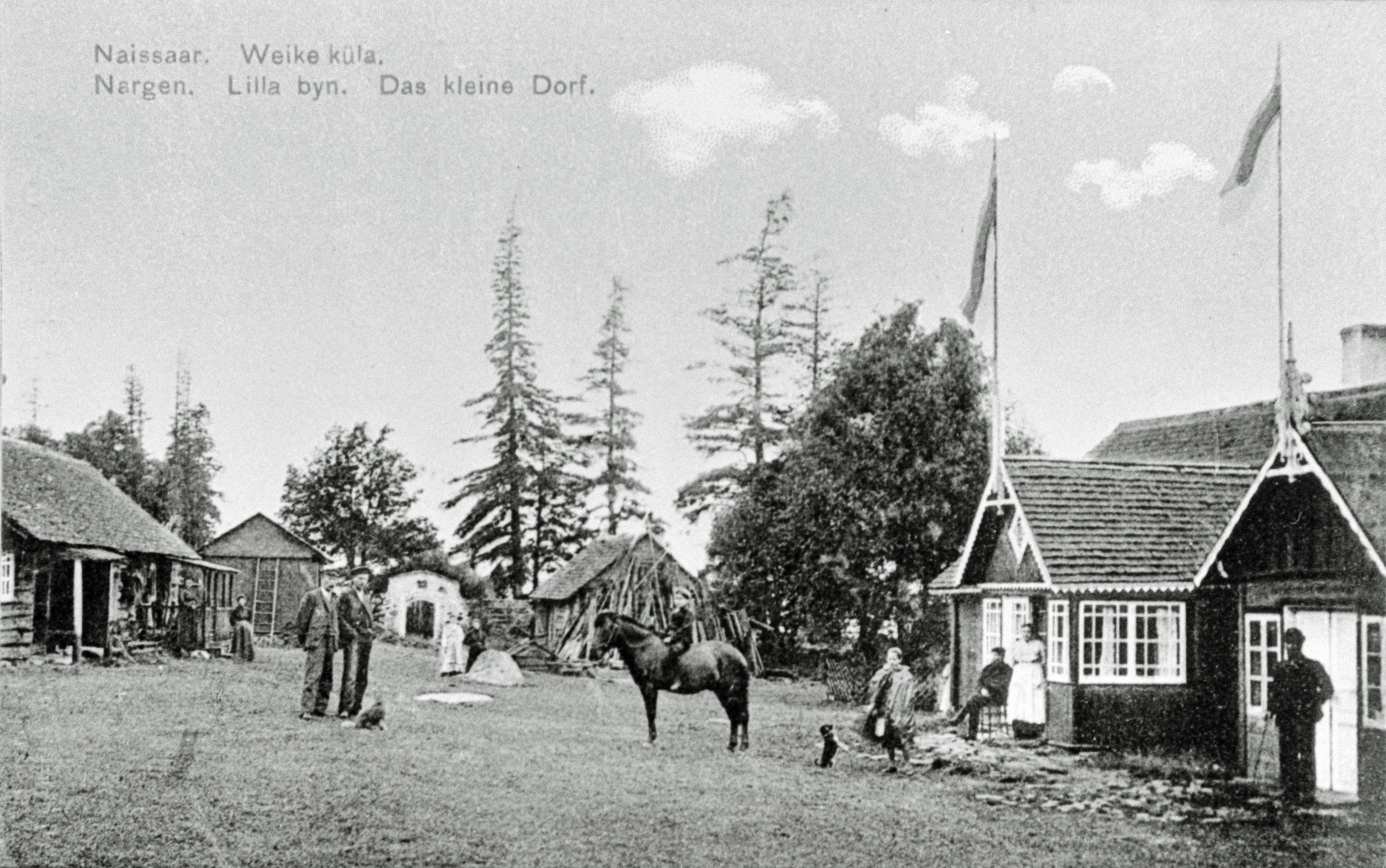
Деревня Вяйке (Лилльэнгин) на острове Найссаар. Почтовая открытка, до 1918 года

Гарнизон острова Нарген, хорошо укреплённого и превращённого в «сухопутный дредноут», контролировавший подходы к Ревельской военно-морской базе российского Балтийского флота и ревельский рейд, состоял из 80—90 революционных матросов (а также артиллерийской команды) и военных строителей, продолжавших начатое в 1911 году укрепление форта. На острове проживало около 200 крестьян, две трети которых составляли балтийские шведы. По данным 1912 года здесь насчитывалось 34 хозяйства, работали школа и магазин, действовал приход евангелическо-лютеранской церкви, в летнее время расположенные на острове дачи снимали приезжавшие из Ревеля представители эстонской и русской интеллигенции.

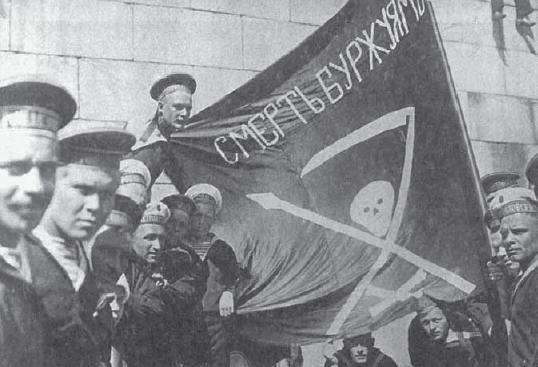
Революционные матросы линкора «Петропавловск» в Гельсингфорсе, лето 1917 года

«Советская республика» была провозглашена 17 (30) декабря 1917 года гарнизоном острова Нарген как результат революционных событий происходящих в России в целом и в Эстляндской губернии в частности. Всё началось с того, что нижние чины и строительные рабочие освободили находившихся в карцере солдат и подожгли здание гауптвахты. Затем был создан солдатский комитет, офицеров планировалось обезоружить. Прибывшим из Ревеля членам Земского совета Эстляндии удалось разрядить обстановку.  
На острове занимались не только политикой: 20 ноября 1917 года в Ревеле был утверждён устав Найссаареского потребительского общества, которое в газете «Eesti Teataja» было названо Найссаареским кооперативным обществом (эст. Naissaare Ühistegevise Selts). 
Инициатор создания и руководитель республики — лидер матросов анархо-коммунист Степан Петриченко, старший писарь линкора «Петропавловск» Балтийского флота Советской России. Правительство по примеру Советской России именовалось Советом народных комиссаров, в его состав входили:
- председатель С. М. Петриченко;

- народные комиссары:
  - по военным и морским делам;
  - внутренних дел;
  - труда;
  - финансов;
  - здравоохранения;
  - (позднее) образования.

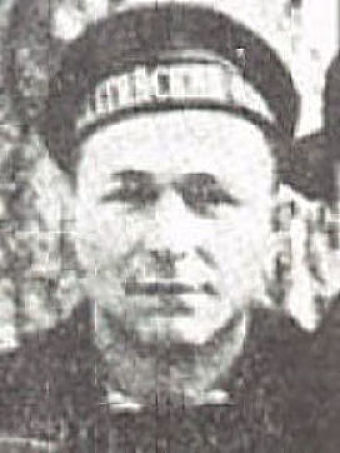
С. Петриченко в 1921 году

Был избран исполнительный комитет и разработаны чёткие инструкции об обязанностях народных комиссаров. Имелись также планы по созданию своей денежной системы. С Наргена в Ревель были перевезены лица, находившиеся ранее на острове на принудительных общественно-полезных работах (расчистка железнодорожных путей, вывоз снега, копание песка и пр.). Все, кто прибывал на остров, были обязаны пройти медосмотр.
В связи с приближением германских войск к Ревелю гарнизон Наргена 23 февраля 1918 года был эвакуирован в эстонскую столицу на корабле «Колывань». При этом на корабле не стихали митинги, а по прибытии в порт Ревеля с его борта была зачитана пришедшая из Петрограда телеграмма, в которой всем трудоспособным приказывалось копать защитные рвы, а при отступлении взрывать всё, что возможно. На острове осталось лишь несколько матросов (они затем содержались германскими войсками в тюрьме на Найссааре, переданы 14 ноября 1918 года эстонским властям и освобождены как политзаключённые в феврале 1919 года).
Германские войска вошли в Ревель 25 февраля 1918 года. В ночь на 25 и 26 февраля оставшиеся на Найссааре революционные матросы под руководством коменданта Шаверновского взрывали защитные сооружения. Было также сожжено несколько сотен домов и склады с заготовленным строительным лесом. Дым пожаров был виден и в Ревеле. От 7-й береговой батареи остались лишь груды обломков.
26 февраля Найссаареский гарнизон на судах отбыл в Гельсингфорс, а оттуда на военном корабле — в Кронштадт.